# Francisca Crovetto
Francisca Valeria Crovetto Chadid (Santiago, 27 de abril de 1990) é uma atiradora esportiva chilena.

## Carreira
Nascida em uma família originária da comuna de San Miguel, em Santiago, Crovetto demonstrou interesse pelo tiro esportivo desde a infância. Ela conheceu aos três anos, quando seu pai Juan Francisco a levou a um clube de tiro onde ela praticava com seus amigos. Aos cinco anos atirou pela primeira vez e aos 13 começou a praticar a disciplina regularmente, especialmente no clube de seu pai em Calera de Tango, a sudoeste de Santiago, e no Clube de Tiro da Força Aérea na comuna de El Bosque. Entre 2003 e 2004, desenvolveu tanto o saibro esportivo quanto o tiro ao alvo olímpico, inclinando-se finalmente para este último.
Crovetto representou o Chile nas Olimpíadas de Verão de 2012 em Londres, competindo como a única atiradora do país no skeet feminino. Ela ficou em oitavo lugar nas rodadas de qualificação, perdendo por pouco as finais por um ponto atrás da sueca Therese Lundqvist, com uma pontuação total de 66 alvos. Nas Olimpíadas de Verão de 2016, Crovetto foi novamente a única representante do Chile no tiro esportivo, terminando em 19º. Ela também representou o Chile nas Olimpíadas de Verão de 2020.
Nos Jogos Pan-Americanos, Crovetto ostenta uma medalha de ouro da edição de Santiago de 2023, medalhas de prata das edições de Guadalajara de 2011 e Lima de 2019, e um bronze da edição de Toronto de 2015.
Nos Jogos Olímpicos de Verão de 2024, em Paris, conquistou a medalha de ouro na competição do skeet feminino, marcando a terceira medalha de ouro na história olímpica chilena e se tornando a primeira mulher chilena a ganhar o ouro..